# ديد آيلاند
ديد آيلاند (بالإنجليزية: Dead Island) هي لعبة من نوع رعب، أكشن-مغامرات، تقمص أدوار وعالم مفتوح من منظور الشخص الأول. صدرت في عام 2011 وهي متوفرة على ويندوز، بلاي ستيشن 3، إكس بوكس 360. اللعبة من تطوير تيكلاند ونشر شركة ديب سيلفر.

## القصة
تقع أحداث اللعبة في جزيرة خيالية تسمى بانوي (Banoi)، وتقع قبالة ساحل بابوا غينيا الجديدة. الشخصيات الرئيسية يستيقظون في فندق « منتجع النخيل » ليجدوا أن الجزيرة تم الهجوم عليها من قبل « الزومبيز » (الأحياء الأموات) وبشكل غامض يجدون أن لديهم مناعة مما يجعل الناس يتحولون إلى زومبيز. خلال محاولتهم العثور على الناجين الآخرين ومساعدتهم، يتوجب عليهم أيضا أن يجدوا طريقة للهروب من الجزيرة. يمر اللاعبون بسلسلة من الطلبات الرئيسية والجانبية على حد سواء. حيث عليهم المساعدة على تحقيق الاستقرار في مركز الإنقاذ وتقديم الإمدادات. الشخصيات يبقون على اتصال عبر الراديو مع العقيد الغامض «وايت» الذي يقود الشخصيات في الغابة للعثور على مصدر العدوى.

## الشخصيات الرئيسية
- سام بي أحد نجوم الراب والذي بدأت شهرته بالتلاشى والذي كان له تاريخا غير مشرفا بسبب الأتجار والتعاطى المشروبات الكحوليه والعقاقير ولقد تم دعوته من قبل فندق (Royal Palms) للاداء أحد أغانيه والتي تدعى (Who do You Voodoo) ويتميز ببنيه جسمانيه قويه. وثقته بنفسه تصل إلى حد الغرور.
- XIAN MEI موظفه بمنتجع بالم الملكى ولدت ونشأت في الصين ونظرا لتعرض بلدتها إلى الاحتلال قامت بمغادرة بلدها للهروب من الحرب.تتميز بأنها ذكية وسريعة التعلم وأيضا تتمتع بلياقة عاليه نظرا لممارستها العديد من الرياضات.
- لوجان نجم سابق في كرة القدم الاميركية، افسده الدلال الزائد في حياته الناجحة.وضع لوجان نهاية سيئة لمستقبله المشرق عندما شارك في إحدى سباقات الشوارع وكانت العواقب مأساوية وأليمة جدا حيث تسبب في مقتل امرأة شابة وأيضا ألحق بنفسه ضرر كبير لكسره ركبته مما وضع حدا لمسيرته الرياضية، وبعد ما انتهت حياته الرياضية وسقطت نجوميته سيطرة على حياته المرارة واليأس فقرر ان يغير حياته فسافر إلى جزيرة بانوي (Banoi).
- بورنا هذه الشخصية هي أنثى كانت تعمل في مركز شرطة واقع بمدينة سدني، يذكر الموقع أيضا بأن Purna قد فقدت وظيفتها بعد أن قامت بقتل شخص قد اتهمته بتهمة الأعتداء على الأطفال ولم يتم محاكمته قضائيا نظرا لما كان يملك من ثروة وعلاقات كثيرة، وبعد أن فقدت Purna وظيفتها بدأت تعمل كحارسة شخصية في أخطر أماكن العالم خطورة.

## روابط خارجية
- ديد آيلاند على موقع IMDb (الإنجليزية)